# Oceanovih trinaest (2007.)
Oceanovih trinaest (eng. Ocean's Thirteen) je kriminalistička komedija Stevena Soderbergha iz 2007., završni dio trilogije koju još čine filmovi Oceanovih jedanaest i Oceanovih dvanaest. Svi glumci su zadržali uloge iz prethodnih filmova, osim Julije Roberts i Catherine Zeta-Jones. Al Pacino i Ellen Barkin pridružili su se glumačkoj ekipi kao njihove nove mete.

## Radnja
Reuben Tishkoff (Elliott Gould) i najomraženiji biznismen u Las Vegasu, Willy Bank (Al Pacino), grade novi hotel u Las Vegasu. Nakon što je osigurao ključne stvari za Banka, Reuben je prisiljen prepisati svoj udio na njega. Bank ga ostavlja sa žetonom od deset tisuća dolara, a Reuben primjećuje kako je Bank promijenio ime iz "The Midas" u svoje ime, "The Bank". Zbog pretrpljenog stresa povezanog s poslovnim gubitkom Reubena pogađa srčani udar. Ostatak Oceanovih jedanaest - Danny Ocean (George Clooney), Rusty Ryan (Brad Pitt), Linus Caldwell (Matt Damon), Basher Tarr (Don Cheadle), Frank Catton (Bernie Mac), Virgil Malloy (Casey Affleck), Turk Malloy (Scott Caan), "Nevjerojatni" Yen (Shaobo Qin), Saul Bloom (Carl Reiner) i Livingston Dell (Eddie Jemison) - Tess i Isabel su izostavljene jer to jednostavno "nije njihova bitka" - okuplja se oko njegova kreveta, a kažu im kako bi mogao preživjeti ako bi imao nešto za živjeti. Odlučuju potpuno uništiti Banka na dva načina.
Prvo: ekipa odlučuje Bankovu novom hotelu uskratiti prestižnu nagradu Pet dijamanata, najveće priznanje koje se može dodijeliti hotelu (svi njegovi hoteli već su dobili tu nagradu). Saul se predstavi kao Kensington Chubb, recenzent hotela koji dodjeljuje nagradu. Diskretno privlači Bankovu pozornost ispustivši blok za bilješke. Vjerujući da je Saul recenzent, Bank naređuje cijelom osoblju da udovolji svakoj njegovoj potrebi. U međuvremenu ekipa organizira seriju nezgoda za stvarnog recenzenta (David Paymer), koji se prijavio kao anonimac: prlja mu sobu, truje hranu u jednom od hotelskih restorana i na ga kraju deložira bezobrazni, nasilni zaštitari (prerušeni Virgil i Turk). Nakon što je izbačen, recenzent dolazi Banku. Izražava razočaranje hotelskom uslugom i zahvaljuje Banku što ga je izbacio. Bank ne zna da je on stvarni recenzent pa zato pokazuje malo zanimanja za njegove prigovore.
Drugo: prevarit će kasino tako da svi igrači dobiju velike svote novca u noći otvaranja. Bank tgako izgubi vlasništvo nad hotelom jer njegova uprava očekuje da zaradi 500 milijuna dolara kako bi zadržao kontrolu. Virgil i Turk odlaze u tvornicu kocaka u Meksiko kako bi sredili da ekipa može okretati i zaustavljati kocke na stolu koristeći sprave skrivene u upaljačima za cigarete. Frank, glumeći kockarskog prodavača, nagovori Banka da kupi namještene kocke. Igraći automati su namješteni tako da isplate velike količine novca nakon što ih Rusty aktivira i prepusti drugim igračima da igraju. Livingston i dvanaesti čovjek, Roman Nagel (Eddie Izzard), namještaju kartaške strojeve.
Kako bi osigurao da su sva natjecanja u kasinu poštena, Bank je instalirao najmoderniji zaštitni sustav nazvan Greco. Računalo očitava biološke znakove igrača u stvarnom vremenu čime se može potvrditi je li igra namještena. Nagel obavještava Oceana i Rustyja da je Greco smješten u neosvojivoj prostoriji te da bi ga samo prirodna katastrofa ili magnetron ugasili. Ocean i Rusty odlučuju unajmiti stroj za bušenje tunela kako bi simulirali lokalizirani potres koji će pogoditi hotel, a koji će ugasiti Greca na tri minute i dvadeset sekundi prije nego što se ponovno aktivira. Kako bi osigurala da svi igrači napuste kasino s dobicima umjesto da ih prokockaju, ekipa planira simulirati i drugi potres kako bi uplašila sve prisutne da isplate novac i odu. No, bušilica, koja je već bila korištena za prokopavanje Eurotunela s britanske strane, pokvari se. Kako bi kupila jedinu dostupnu zamjenu, bušilicu koja je bila korištena za prokopavanje s francuske strane, dvanaestorica sklapaju dogovor sa svojim starim neprijateljem, Terryjem Benedictom (Andy Garcia). Benedict će uložiti novac samo ako ekipa udvostruči njegovo ulaganje od 36 milijuna dolara za bušilicu, i ukrade Bankove četiri dijamantne ogrlice. Nakon što je Bank osvojio nagradu Pet dijamanata, kupio je pravu dijamantnu ogrlicu kao trofej koju čuva u staklenom okviru u svojem penthouseu. Ekipa namjerava ukrasti dijamante prije, ali to izgleda gotovo nemoguće. Kako nemaju drugih mogućnosti, Ocean, Rusty i Linus pristaju.
Akrobat Yen se predstavlja kao g. Weng, igrač na velike uloge i bogati poslovnjak. Linus, prerušen s čudnim nosom, glumi njegova poslovnog menadžera. Yen ulazi u okna dizala i ventilacijske tunele, ali shvaća da je pristup dijamantima s poda ili stropa nemoguć. Umjesto toga Linus uz pomoć feromona zavodi Bankovu direktoricu hotela, Abigail Sponder (Ellen Barkin), koja ga odvodi u sobu s dijamantima zbog privatnosti.
FBI hvata Livingstona kako namješta kartaške strojeve; agent (Bob Einstein) kaže Banku da će proizvođač poslati zamjenske strojeve; no, i oni su namješteni. Kasino pomoću Livingstonovih otisaka prstiju dolazi do popisa poznatih suradnika: Oceanovih jedanaest. Basher, odjeven kao kaskader za šou otvorenja hotela, odvraća pažnju Banku da ne vidi kako Virgil i Turk mijenjaju skinuta imena i lica pa ekipa ostaje zaštićena.
U međuvremenu ekipa naziva Bankov novi mobitel koji, što on ne zna, sadrži magnetron. Ovo ugasi Greco kojem trebaju tri minute i dvadeset sekundi da se ponovno pokrene. Namještene igre se pokreću. Članovi ekipe u kasinu, uključujući Dannyja, Rustyja, Saula, Yena, Franka i oporavljenog Reubena, počinju namještati igre tako da svi koji igraju u kasinu, dobiju, te kasino mora isplatiti milijune. Javlja se drugi simulirani potres koji prisiljava sve u kasinu da unovče žetone i pobjegnu, ponijevši sve dobitke sa sobom.
Na vrhu kasina, agent FBI-ja iznenada prekine Linusa i Abigail te uhiti Linusa. Dok Linusa odvode, otkriva se da je agent njegov uspješni otac, kriminalac Bobby Caldwell, koji je također dio igre. Nakon što su ova dvojica došla do heliodroma na vrhu zgrade, Francois Toulour pobjegne, ali s lažnim dijamantima; umjesto toga, ekipa koristi eksploziv kako bi digla cijelu utvrđenu prostoriju helikopterom.
Danny dolazi Banku i kaže mu da je prekršio pravila i mora saznati što je učinio; dodaje da Bank sigurno neće otići na policiju te da bi svaka prijetnja koju Bank uputi, bila isprazna jer, "Poznajem sve tipove koje bi ti angažirao da me se dočepaš... oni su kao i ja bolji od tebe." Otkriva mu da je g. Chubb zapravo bio Saul i da je Saulova ocjena hotela beznačajna. Ne otkriva istinu o pravom recenzentu. Reuben dobiva 4,6 jutara zemlje na Las Vegas Stripu. Danny se nakon toga sastaje s Benedictom u njegovom uredu i posvađa se s njim oko angažiranja Touloura; priopćuje mu da je uzeo Benedictov udio i donirao ga u dobrotvorne svrhe u njegovo ime. Konačno, Danny, Rusty i Linus se sastaju u zračnoj luci McCarran i odlaze u različitim smjerovima. Pokazuje se da je Linus konačno dobio "udio" u očevom poslu. Nakon što su otišli, Rusty prepušta mjesto na posljednjem namještenom automatu hotelskom recenzentu, koji osvaja 11 milijuna dolara (što je već bilo isplanirano kao kompenzacija za njegove nevolje).

## Glumci

### Ocean i trinaestorica
- George Clooney - Danny Ocean
- Brad Pitt - Rusty Ryan
- Matt Damon - Linus Caldwell
- Don Cheadle - Basher Tarr
- Bernie Mac - Frank Catton
- Casey Affleck - Virgil Malloy
- Scott Caan - Turk Malloy
- Shaobo Qin - "Nevjerojatni" Yen
- Carl Reiner - Saul Bloom
- Eddie Jemison - Livingston Dell
- Elliott Gould - Reuben Tishkoff
- Eddie Izzard - Roman Nagel
- Andy Garcia - Terry Benedict

### Ostali
- Al Pacino - Willy Bank
- Vincent Cassel - François "Noćni lisac" Toulour
- Ellen Barkin - Abigail Sponder
- Bob Einstein - Bobby Caldwell
- Olga Sosnovska - Debbie
- David Paymer - Recenzent
- Julian Sands - Greco Montgomery
- Angel Oquendo - Čuvar Ortega

## Zanimljivosti
- Ovo je prvi film nakon Kuma III u kojem se zajedno pojavljuju Al Pacino i Andy Garcia.
- Prezentacija Samsungova zlatnog mobitela Pacinu slična je sceni Havanske konferencije u Kumu II gdje predsjednik telefonske kompanije predstavlja zlatni telefon jednom od članova sastanka.
- U razgovoru s Alom Pacinom, George Clooney počinje "Ono što ja želim - što je meni najvažnije." Istu rečenicu izgovara Pacino u Kumu.
- Prva riječ Elliotta Goulda Clooneyju i Pittu nakon što se oporavio od srčanog udara je parodija na prve riječi Marlona Branda svojem consigliereu Robertu Duvallu u Kumu nakon što je Sonny ubijen.

## Reakcije

### Zarada
Film je dobro prošao u prvom vikendu, zasjevši na vrh najuspješnijih filmova u američkim kinima. Iako se počeo prikazivati u 250 kina više nego Oceanovih dvanaest, postigao je nešto slabiji prvi vikend nego prethodnik, zaradivši 36 milijuna dolara, dok je Dvanaest došao do 39 milijuna. No, film je imao daleko jaču konkurenciju nego njegov prethodnik: u to vrijeme su se prikazivali i veliki ljetni blockbusteri, Pirati s Kariba: Na kraju svijeta i Shrek 3 (u svojem trećem i četvrtom tjednu prikazivanja), plus premijere filmova Divlji valovi i Hostel 2, te iznenađujući kino hit Zalomilo se (u drugom tjednu prikazivanja). S obzirom na konkurenciju, film je postigao impresivan početni rezultat. Zaključno s 30. prosinca 2007., Oceanovih trinaest je zaradio 117 milijuna dolara samo u američkim kinima. U ostatku svijeta ta se brojka popela na 194 milijuna, ukupno 311 milijuna dolara.

### Kritike
Kritički komentari bili su uglavnom pozitivni s tim da su neki hvalili stil filma dok su drugi kritizirali njegovu pretjeranu kompleksnost. Joel Siegel se u jednoj od svojih posljednjih recenzija za Good Morning America obrušio na film, rekavši kako bi, da je bio prvi, film ipak bio nastavak.

## Vanjske poveznice
- Službena stranica
- Oceanovih trinaest u internetskoj bazi filmova IMDb-a
- Oceanovih trinaest na Rotten Tomatoes
- Intervju s glumcima  Arhivirana inačica izvorne stranice od 12. ožujka 2008. (Wayback Machine) na Time.com
- Camp To Belong - dobrotvorna organizacija istaknuta na kraju filma